# خدیجه اسماعیلوا
خدیجه اسماعیلوا (ترکی آذربایجانی: Xədicə İsmayılova؛ زادهٔ ۲۷ مهٔ ۱۹۷۶) یک روزنامه‌نگار اهل جمهوری آذربایجان است. دادگاه کیفری ویژه باکو، او را به تحمل هفت سال و نیم حبس محکوم کرد، در حالیکه «نمازلی» وکیل وی گفته‌است تحت پیگرد قرار گرفتن وی ناشی از انگیزه سیاسی بوده و دلیلش گزارش‌های وی دربارهٔ اختلاس و فساد در دولت بوده‌است.